# Штанцах
Штанцах (нім. Stanzach) —  громада округу Ройтте у землі Тіроль, Австрія.
Штанцах лежить на висоті 939 м над рівнем моря і займає площу 31,85 км². Громада налічує 416 мешканців.
Густота населення 13/км².
|                                  |
| Штанцах на мапі округу та землі. |

 Адреса управління громади: Nr. 6, 6642 Stanzach.